# Górecko
Górecko – wieś w Polsce położona w województwie lubuskim, w powiecie strzelecko-drezdeneckim, w gminie Zwierzyn.

## Historia
W latach 1975–1998 miejscowość administracyjnie należała do województwa gorzowskiego. Urodził się tutaj Stefan Hładyk (1948–2020).

## Zabytki
Do wojewódzkiego rejestru zabytków wpisany jest:
- kościół ewangelicki, obecnie obecnie rzymskokatolicki pod wezwaniem św. Stanisława Biskupa[6], szachulcowy, obecnie murowany, z 1789, przebudowany w 1965.

## Sport
We wsi działa klub piłkarski Noteć Górecko.